# Maximilien Polak
Pour les articles homonymes, voir Polak.
Maximilien "Max" Polak, né le 5 décembre 1930 à Leyde, en Hollande-Méridionale, et mort le 27 décembre 2022 à Montréal, est un juge et homme politique québécois d'origine néerlandaise, député libéral de Sainte-Anne à l'Assemblée nationale du Québec des élections générales de 1981 aux élections générales de 1989, durant lesquelles il ne se représente pas. De 1990 à 2000, il est aussi juge à la Cour du Québec.

## Biographie

### Jeunesse et carrière avant la politique
Maximilien Polak naît à Leyde le 5 décembre 1930 du professeur Max Valentyn Polak et de Maria Cordelia Nieuwenhuizen. Il fait ses études secondaires au Stedelijk Gymnasium de Leyde (en), puis entre à l'université de Leyde, où il obtient sa licence de droit en 1952, la même année où il émigre au Canada et s'installe dans la région de Montréal,. Ayant vécu dans une famille juive, il venait de survivre à la Shoah. En 1958, il termine un baccalauréat ès arts et un diplôme en droit à l'Université de Montréal, puis est admis au Barreau du Québec.
À partir de 1960, il est avocat dans le cabinet Shriar et Polak. En 1969, il est nommé juge municipal de Côte-Saint-Luc et garde le poste jusqu'en 1979. De 1971 à 1976, il est vice-président de la Conférence des juges municipaux de la province de Québec. En 1974, il est créé conseiller en loi de la Reine, et est président de la Chambre de commerce Canada-Hollande en 1977. Au Conseil scolaire de l'Île-de-Montréal, il est commissaire en 1980 et membre du bureau de la direction l'année suivante.

### Carrière politique
Lors des élections générales de 1981, sous la bannière du Parti libéral du Québec, Maximilien Polak défait le député péquiste sortant de la circonscription Sainte-Anne Jean-Marc Lacoste dans une lutte très serrée. Il est réélu à grande majorité aux élections générales de 1985. Du 16 décembre 1985 au 9 août 1989, il est whip adjoint du gouvernement. Il ne se représente pas aux élections générales de 1989, ayant convoité un poste de ministre qu'il n'a jamais eu, même s'il avait déjà remporté l'investiture du Parti libéral dans Sainte-Anne,.

### Après la vie politique
Le 9 mai 1990, il entre en fonction en tant que juge de la Cour du Québec,, et prend sa retraite le 20 novembre 2000. D'août 2001 à décembre 2005, il est juge suppléant. Il se réinscrit comme membre du Barreau du Québec en janvier 2006. En mars 2006, il devient conférencier en matière de droit des aînés. Le 7 octobre 2008, il est nommé juge-arbitre et siège en appel des décisions du conseil arbitral en matière de Loi sur l'assurance-emploi.
Il meurt le 27 décembre 2022 à l'âge de 92 ans,.

## Vie privée
Il épouse Celine Spier en 1954, avec qui il a trois enfants, dont Michael, devenu aussi avocat, puis consul des Pays-Bas,.

## Résultats électoraux
|                                                                                               | Nom                        | Parti                        | Nombre de voix | %      | Maj.  |
| --------------------------------------------------------------------------------------------- | -------------------------- | ---------------------------- | -------------- | ------ | ----- |
|                                                                                               | Maximilien Polak (sortant) | Libéral                      | 12 565         | 60,9 % | 5 666 |
|                                                                                               | Guibert Biard              | Parti québécois              | 6 899          | 33,4 % | -     |
|                                                                                               | Kurtis Law                 | NPD Québec                   | 633            | 3,1 %  | -     |
|                                                                                               | Richard Robillard          | Parti indépendantiste (1985) | 260            | 1,3 %  | -     |
|                                                                                               | Jean Vigneault             | Commonwealth du Canada       | 108            | 0,5 %  | -     |
|                                                                                               | Gilles Olivier             | Socialisme chrétien          | 98             | 0,5 %  | -     |
|                                                                                               | Albani Laporte             | Sans désignation             | 62             | 0,3 %  | -     |
| Total                                                                                         | Total                      | Total                        | 20 625         | 100 %  |       |
| Le taux de participation lors de l'élection était de 65,9 % et 495 bulletins ont été rejetés. |                            |                              |                |        |       |

|                                                                                             | Nom                         | Parti              | Nombre de voix | %      | Maj.  |
| ------------------------------------------------------------------------------------------- | --------------------------- | ------------------ | -------------- | ------ | ----- |
|                                                                                             | Maximilien Polak            | Libéral            | 11 537         | 50,9 % | 1 163 |
|                                                                                             | Jean-Marc Lacoste (sortant) | Parti québécois    | 10 374         | 45,8 % | -     |
|                                                                                             | Fernand Brais               | Union nationale    | 486            | 2,1 %  | -     |
|                                                                                             | Benoit Michaudville         | Communiste ouvrier | 114            | 0,5 %  | -     |
|                                                                                             | Jean Bilodeau               | Travailleurs       | 103            | 0,5 %  | -     |
|                                                                                             | Christiane Tardif           | Marxiste-léniniste | 55             | 0,2 %  | -     |
| Total                                                                                       | Total                       | Total              | 22 669         | 100 %  |       |
| Le taux de participation lors de l'élection était de 75 % et 342 bulletins ont été rejetés. |                             |                    |                |        |       |